# Contesa Marița
 Contesa Marița  (titlul original: în germană Gräfin Mariza) este o operetă în trei acte compusă de Emmerich Kálmán, al cărui libret a fost scris de Julius Brammer și Alfred Grünwald, bazat pe „Romanul unui tânăr sărac" de Octave Feuillet. Premiera a avut loc pe 24 februarie 1924 la Viena, la Theater an der Wien, sub titlul german Gräfin Mariza. 
Prima reprezentație a spectacolului în România a fost cu trupa lui Nicolae Leonard, în anul 1927. La Teatrul Național de Operetă "Ion Dacian" București „Contesa Maritza" a avut premiera la 16 decembrie 1967 pe versiunea în limba română a libretului de V. Timuș și M. Păun.

## Preambul
Opereta reia schema și tipul din opereta Silvia (Die Csardasfürstin). Inventivitatea compozitorului pare să se fi cristalizat într-un manierism fericit care, în timp – îndeosebi sub influența americană – va deveni din ce în ce mai evident.
Din punct de vedere al construcției dramatice, intriga centrală se încheagă în jurul celor două personaje principale, de cele mai multe ori însemnînd, simplu, că ei se îndrăgostesc unul de altul, se despart din pricina unor neînțelegeri, apoi se împacă. Schema de mai sus e lesne reperabilă în relația dintre Contesa Maritza și Contele Tassilo. Intriga secundară, aproape invariabil frivolă, se axează pe cea de-a doua pereche, căreia îi este destinată o muzică mai lejeră și mai vivace, de cele mai multe ori scrisă în formă de duet.
Pe măsură ce stilul compozițional al lui Kálmán a evoluat, finalurile s-au dezvoltat și ele în numere de anvergură, conținînd pe lângă reprize, și numere ce contribuie la dezvoltarea graduală a personajelor și a situațiilor. Un prim exemplu în creația lui Kálmán îl constituie chiar finalul actului I din Contesa Maritza, care include, pe lângă numere de ansamblu și pasaje asemănătoare recitativelor, una dintre cele mai faimoase arii ale lui Kálmán, „Zi-i, țigan, zi mereu”. 

## Personaje
- Contesa Marița (soprană)
- Principele Populescu (bariton)
- Baronul Kolomán Zsupán, proprietar din Varaždin (Buffo/bariton/tenor)
- Principele Tassilo von Endrödy-Wittemburg (tenor)
- Lisa, sora lui Tassilo (subretă / soprană)
- Karl Stefan Liebenberg (bas)
- Principesa Božena Guddenstein zu Clumetz (alto)
- Penižek, camerierul ei (rol parlando)
- Tschekko, un bătrân servitor al Mariței (rol parlando)
- Berko, un țigan
- Manja, o țigancă tânără (soprană)
- copii din sat, invitați, dansatoare, țigani, flăcăi și fetișcane din sat

## Ecranizări
- 1925 Gräfin Mariza, film mut în regia lui Hans Steinhoff cu Harry Liedtke și Vivian Gibson
- 1932 Gräfin Mariza, film german în regia lui Richard Oswald cu Dorothea Wieck și Hubert Marischka
- 1958 Gräfin Mariza, film în regia lui Rudolf Schündler cu Christine Görner și Rudolf Schock
- 1974 Gräfin Mariza, film vest-german în regia lui Eugen York cu René Kollo și Dagmar Koller